# أستراليا المفتوحة 1972
بطولة أستراليا المفتوحة عام 1972 بطولة تنس تُلعب على الملاعب العشبية في ملعب كويونغ في ملبورن بأستراليا وأقيمت في الفترة من 26 ديسمبر 1971 إلى 3 يناير 1972. وكانت هذه هي النسخة الستون لبطولة أستراليا المفتوحة وأول بطولة جراند سلام لذلك العام.

## النهائيات

### فردي رجال
كين روزوال () هزم مال أندرسون (), 7-6, 6-3, 7-5

### فردي سيدات
فيرجينيا ويد () هزم إيفون غولاغونغ (), 6-4, 6-4